# Bird on the Wire
Bird on the Wire est, avec Suzanne, Hallelujah et quelques autres, une chanson phare de Leonard Cohen. Elle est enregistrée le 26 septembre 1968 à Nashville et est incluse dans son deuxième album intitulé Songs from a Room.
Même si Leonard Cohen l'a décrite comme étant « une simple chanson country », les paroles évoquent la volonté d'être libre en s'affranchissant de l'amitié et de l'amour des siens.

## Influences et reprises
Le morceau Bird on the Wire a eu une grande influence dans le milieu country. Il a été repris par de nombreux artistes tels que Johnny Cash, Willie Nelson, Joan Baez ou encore Joe Cocker.
Le groupe norvégien Midnight Choir (en) a choisi son nom en fonction des premières paroles « Like a bird on the wire / like a drunk in a midnight choir / I have tried in my way to be free. » (« Comme un oiseau sur le fil / Comme un ivrogne dans une chorale de minuit / J'ai tenté, à ma façon, d'être libre ») ; tandis que Kris Kristofferson a décidé de faire de ces mots son épitaphe.
Serge Lama a également enregistré en 1971 une version française du morceau, Vivre tout seul, tandis que le morceau est resté un des plus joués par Leonard Cohen en concert, qui, à l'occasion, a également interprété la version de Serge Lama.
Le duo musical formé en 2012 par Dom La Nena et Rosemary Standley s'inspire de cette chanson pour le nom de leur groupe Birds on a Wire. Dans leur premier album, elles reprennent cette chanson.